# Nomenclator

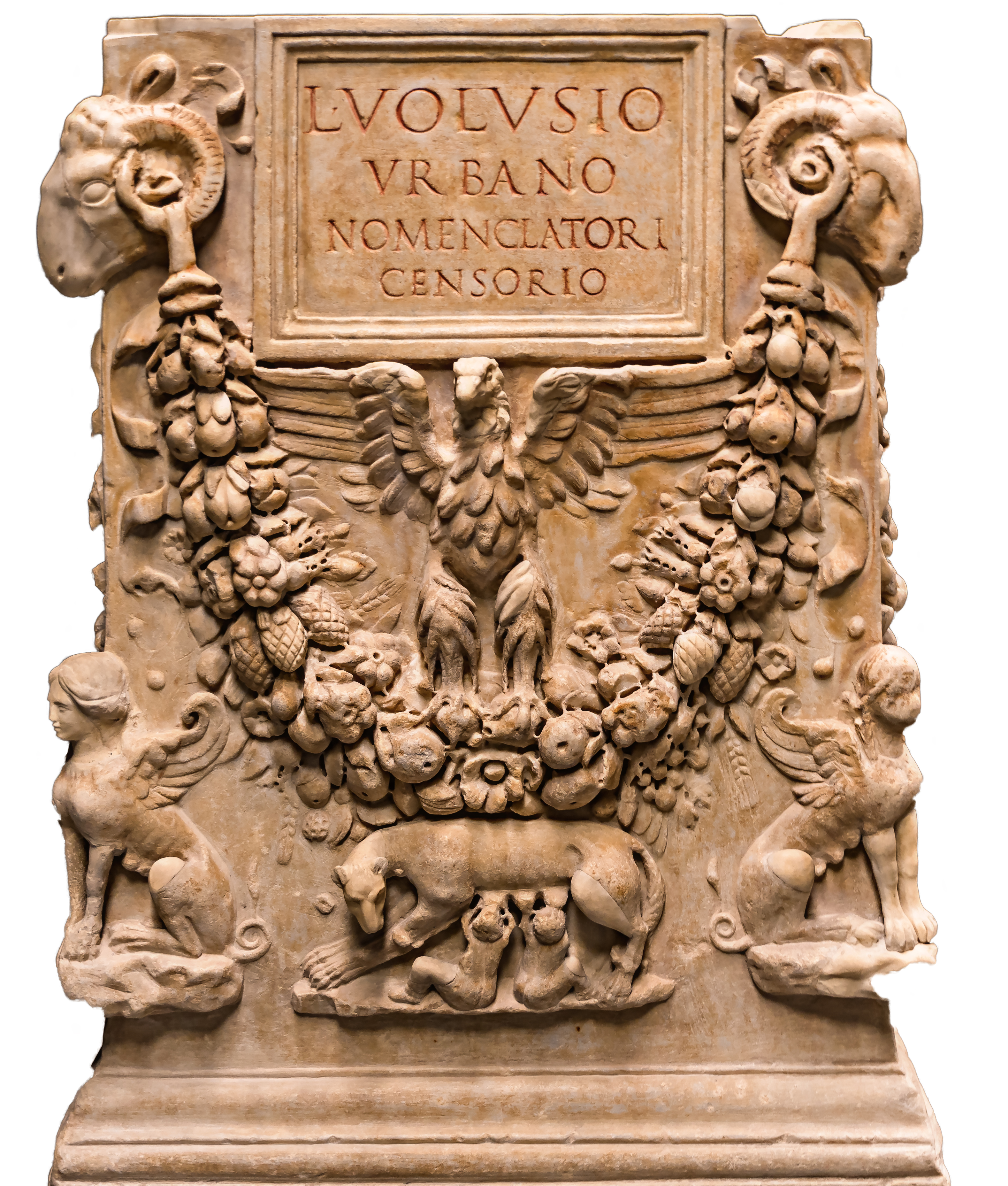
Grabstein des Freigelassenen Lucius Volusius (Urbanus), der wahrscheinlich um das Jahr 48/49 bei der Censur Kaiser Claudius und seinem Kollegen Lucius Vitellius als Nomenclator gedient hatte

Nomenclator (lateinisch, gebildet aus nomen = Name und clator = Rückbildung des Verbs clamare = ausrufen, somit also „Namennenner“) ist ein Diener, ein Freigelassener oder auch ein Sklave, der im Dienste eines reichen römischen Patriziers steht und der die Aufgabe hat, sich die Namen und das Aussehen aller Klienten zu merken, die dem Patron ihre Aufwartung machen. Er hilft dann seinem Herrn bei Empfängen, Gastmahlen und auch in der Öffentlichkeit, indem er ihn auch bei Ausgängen auf der Straße begleitet. Bei der Begegnung mit einem Klienten muss er seinem Herrn den Namen nennen, sodass der Patron seinen Klienten höflich und zuvorkommend ansprechen und begrüßen kann. Ohne diese Aufmerksamkeit an einem Klienten vorbeizugehen, gilt als Beleidigung und könnte dem Patron bei der nächsten Wahl Stimmen kosten. Die Personalkenntnisse des Nomenclators sind also in großen Häusern, die viele Klienten haben und die sich um Ämter bewerben, besonders wichtig. Der Nomenclator bestimmt außerdem die Reihenfolge des Vortritts der Gäste, nennt bei einem Gastmahl jedes Gericht, das aufgetragen wird, und dessen besondere Vorzüge.